# Dir (księstwo)

Flaga Dir

Dir - dawne księstwo muzułmańskie znajdujące się na obszarze dzisiejszego Pakistanu.
Mekran obejmował obszar 5,282 km², jego stolicą był Dir.
Księstwo Dir założyli Pasztuni, nieznana jest jednak data jego powstania. W 1947 Dir weszło w skład Pakistanu zachowując dużą autonomię. 28 lipca 1969 Dir włączono do Północno-Zachodnia Prowincji Pogranicznej.

## Książęta Dir
- ??? Ghulam Chan Baba
- ??? Zafar Chan
- ??? Qasim Chan
- 1863 - 1874 Ghazzan Chan
- 1874 - 1884 Rahmatullah Chan
- 1884 - 1890 Muhammad Sharif Chan (1 raz)
- 1890 - 1896 Muhammad Umara Chan
- 1896 - 1904 Muhammad Sharif Chan (2 raz)
- 1904 - 1925 Muhammad Aurangzeb Badshah Chan
- 1925 - 1960 Muhammad Shahjahan Chan
- 1960 - 1969 Muhammad Shah Khosru Chan